# Mile Jedinak
Michael John „Mile” Jedinak (ur. 3 sierpnia 1984 w Camperdown) – australijski piłkarz chorwackiego pochodzenia występujący na pozycji pomocnika w angielskim klubie Aston Villa oraz w reprezentacji Australii.

## Kariera klubowa
Mile Jedinak jest wychowankiem klubu Sydney United. W lidze zadebiutował 21 stycznia 2001 roku w wygranym 2:1 meczu przeciwko Northern Spirit. W kolejnym sezonie strzelił swoją pierwszą bramkę. Było to w zwycięskim 2:1 spotkaniu z Adelaide City Force.
W 2006 roku Jedinak odszedł do drużyny Central Coast Mariners. Tutaj debiutował 12 listopada 2006 roku w meczu przeciwko Newcastle Jets. Pierwsze trafienie zaliczył 22 grudnia 2007 roku w przegranym 4:5 meczu z Sydney F.C. W barwach Central Coast Mariners rozegrał łącznie 42 spotkania w lidze, zdobywając w nich 8 bramek.
Na początku 2009 roku trafił do Turcji, gdzie podpisał kontrakt z Gençlerbirliği Ankara. Tutaj pierwszy mecz w lidze rozegrał 25 stycznia 2009 roku przeciwko Kayserisporowi. Pierwszego gola strzelił 22 lutego 2009 roku w zwycięskim 1:0 meczu z Fenerbahçe SK. W trakcie sezonu 2009/2010 został wypożyczony do innego klubu z tego kraju – Antalyasporu. Debiut zaliczył przeciw Kasımpaşa, strzelając też wtedy pierwszego gola w barwach klubu z Antalyi.
11 lipca 2011 roku podpisał trzyletni kontrakt z Crystal Palace. W angielskim klubie spędził pięć sezonów, będąc ważnym zawodnikiem zespołu. 17 sierpnia 2016 przeniósł się do Aston Villi.
Pod koniec sezonu 2018/2019 został zwolniony z klubu. W lipcu 2020 ogłosił koniec kariery piłkarskiej.

## Kariera reprezentacyjna
Mile Jedinak w reprezentacji Australii zadebiutował w 2008 roku, przeciwko Singapurowi. Pierwszego gola zdobył przeciwko Korei Południowej w zremisowanym 1:1 meczu podczas Puchar Azji 2011. W czasie swojej kariery uczestniczył w trzech mistrzostwach świata i dwóch pucharach Azji.
Na Mistrzostwa Świata 2010 wystąpił tylko w jednym meczu (z Niemiecami). Był ważnym zawodnikiem Australii podczas Pucharu Azji 2011. Wystąpił we wszystkich spotkaniach i zdobył z reprezentacją srebrny medal.
Na Mistrzostwa Świata 2014 pojechał już jako kapitan. Zagrał w każdym spotkaniu, strzelił gola w meczu z Holandią, ale nie udało mu się wywalczyć awansu do 1/8 finału. Na Pucharze Azji 2015 wystąpił w czterech meczach i strzelił gola przeciwko Kuwejtowi. Na tym turnieju zdobył wraz z reprezentacją złoty medal, stając się z Australią mistrzem Azji.
W wygranym 3:1 meczu baraży interkontynentalnych przeciwko Hondurasowi zdobył hat tricka, zapewniając swojemu kraju udział na Mistrzostwa Świata 2018. Na samym turnieju wystąpił we wszystkich meczach. Zdobył dwie bramki (w meczu z Francją i Danią). Mimo dobrej postawy, Australii nie udało się wyjść z grupy. Przez wiele lat Jedinak był kapitanem i kluczową postacią swojej reprezentacji. 1 października 2018 r. ogłosił zakończenie reprezentacyjnej kariery.

## Statystyki kariery
| Sezon   | Klub                   | Kraj      | Rozgrywki              | Mecze | Bramki |
| ------- | ---------------------- | --------- | ---------------------- | ----- | ------ |
| 2000/01 | Sydney United          | Australia | National Soccer League | 3     | 0      |
| 2001/02 | Sydney United          | Australia | National Soccer League | 7     | 1      |
| 2002/03 | Sydney United          | Australia | National Soccer League | 18    | 2      |
| 2003/04 | Varteks Varaždin       | Chorwacja | Prva HNL               | 0     | 0      |
| 2004/05 | Sydney United          | Australia | NSWPL                  | 24    | 3      |
| 2005/06 | Sydney United          | Australia | NSWPL                  | 30    | 6      |
| 2006/07 | Central Coast Mariners | Australia | A-League               | 8     | 0      |
| 2007/08 | Central Coast Mariners | Australia | A-League               | 22    | 2      |
| 2008/09 | Central Coast Mariners | Australia | A-League               | 15    | 6      |
| 2008/09 | Gençlerbirliği         | Turcja    | Süper Lig              | 15    | 1      |
| 2009/10 | Gençlerbirliği         | Turcja    | Süper Lig              | 2     | 0      |
| 2009/10 | Antalyaspor            | Turcja    | Süper Lig              | 28    | 5      |
| 2010/11 | Gençlerbirliği         | Turcja    | Süper Lig              | 21    | 3      |
| 2011/12 | Crystal Palace         | Anglia    | Championship           | 31    | 1      |
| 2012/13 | Crystal Palace         | Anglia    | Championship           | 41    | 3      |
| 2013/14 | Crystal Palace         | Anglia    | Premier League         | 38    | 1      |
| 2014/15 | Crystal Palace         | Anglia    | Premier League         | 24    | 5      |
| 2015/16 | Crystal Palace         | Anglia    | Premier League         | 27    | 0      |
| 2016/17 | Crystal Palace         | Anglia    | Premier League         | 1     | 0      |
| 2016/17 | Aston Villa            | Anglia    | Championship           | 33    | 0      |
| 2017/18 | Aston Villa            | Anglia    | Championship           | 25    | 1      |
| 2018/19 | Aston Villa            | Anglia    | Championship           | 4     | 0      |

- Stan na 5 stycznia 2019